# Long Anh
Long Anh là một phường thuộc thành phố Thanh Hóa, tỉnh Thanh Hóa, Việt Nam.

## Địa lý
Phường Long Anh nằm ở phía đông bắc thành phố Thanh Hóa, bên tả ngạn sông Mã, có vị trí địa lý:
- Phía đông giáp huyện Hoằng Hóa và xã Hoằng Quang
- Phía tây giáp phường Tào Xuyên và phường Hàm Rồng
- Phía nam giáp phường Nam Ngạn
- Phía bắc giáp huyện Hoằng Hóa.

Phường có diện tích 5,79 km², dân số năm 2019 là 11.243 người, mật độ dân số đạt 1.942 người/km².

## Lịch sử
Địa bàn phường Long Anh hiện nay trước đây vốn là hai xã Hoằng Long và Hoằng Anh thuộc huyện Hoằng Hóa.
Trước Cách mạng tháng Tám, các làng Quan Nội và Nhữ Xá thuộc tổng Từ Minh.
- Làng Quan Nội: tên làng đã có từ đầu thời Nguyễn. Từ thời Lê sơ đến thời Tây Sơn, huyện lỵ Hoằng Hóa đóng ở đây.
- Làng Nhữ Xá: tên làng đã có từ thời Nguyễn, trước đây là Thái Nguyên Hạ.

Từ năm 1953, xã Hoằng Anh gồm các làng: Quan Nội (chợ Huyện), Nhữ Xá, Phượng Đình.
Ngày 6 tháng 11 năm 2003, Chính phủ ban hành Nghị định 131/2003/NĐ-CP. Theo đó, thành lập thị trấn Tào Xuyên trên cơ sở 60,80 ha diện tích tự nhiên và 1.500 người của xã Hoằng Anh, 168,94 ha diện tích tự nhiên và 3.114 người của xã Hoằng Long, 45,61 ha diện tích tự nhiên và 502 người của xã Hoằng Lý.
Sau khi điều chỉnh địa giới hành chính, xã Hoằng Anh còn lại 348,86 ha diện tích tự nhiên và 4.100 người, xã Hoằng Long còn lại 228,73 ha diện tích tự nhiên và 2.571 người.
Ngày 29 tháng 2 năm 2012, hai xã Hoằng Long và Hoằng Anh được chuyển từ huyện Hoằng Hóa về thành phố Thanh Hóa quản lý.
Từ ngày 17 tháng 8 năm 2018, sau khi sáp nhập thôn, xã Hoằng Long có 4 thôn từ thôn 1 đến thôn 4, dân số 3.688 người. Xã Hoằng Anh gồm 4 thôn: Quan Nội 1, Quan Nội 2, Quan Nội 3, Nhữ Xá.
Trước khi sáp nhập, xã Hoằng Long có diện tích 2,29 km², dân số là 3.463 người, mật độ dân số đạt 1.512 người/km². Xã Hoằng Anh có diện tích 3,50 km², dân số là 4.544 người, mật độ dân số đạt 1.298 người/km².
Ngày 16 tháng 10 năm 2019, Ủy ban Thường vụ Quốc hội ban hành Nghị quyết số 786/NQ-UBTVQH14 về việc sắp xếp các đơn vị hành chính cấp xã thuộc tỉnh Thanh Hóa (nghị quyết có hiệu lực từ ngày 1 tháng 12 năm 2019). Theo đó, sáp nhập toàn bộ diện tích và dân số của hai xã Hoằng Long và Hoằng Anh thành xã Long Anh.
Sau khi thành lập, xã Long Anh có 5,79 km² diện tích tự nhiên và 8.007 người.
Ngày 9 tháng 12 năm 2020, Ủy ban Thường vụ Quốc hội ban hành Nghị quyết 1108/NQ-UBTVQH14 về việc thành lập các phường thuộc thành phố Thanh Hóa (nghị quyết có hiệu lực từ ngày 1 tháng 2 năm 2021). Theo đó, thành lập phường Long Anh trên cơ sở toàn bộ 5,79 km² diện tích tự nhiên và 11.243 người của xã Long Anh.

## Di tích
Các làng đều có đình, chùa và nghè. Làng Quan Nội còn có văn chỉ.